# Lefter Goga
Lefter Goga (* 6. Mai 1921 in Durrës; † 6. Mai 1997 in Tirana) war ein albanischer Politiker der Partei der Arbeit Albaniens.

## Leben
Goga, der in Bologna Rechtswissenschaft studiert hatte, war kurzzeitig Minister für Materialwirtschaft, verlor dieses Amt jedoch am 11. April 1952 wegen „Verlusts des Vertrauens in ihn und Inkompetenz“ und sollte andere Aufgaben übernehmen.
1954 wurde er erstmals zum Abgeordneten der Volksversammlung (Kuvendi Popullor) gewählt und gehörte dieser als Vertreter für den Kreis Durrës von der dritten bis zum Ende der neunten Wahlperiode 1982 an. Später wurde er auch Vizepräsident der Volksversammlung und damit Stellvertreter des Parlamentspräsidenten. Daneben hatte er verschiedene Funktionen im Rechtsausschuss der Volksversammlung inne.
Auf dem 4. Parteitag der PPSh im Februar 1961 wurde er Kandidat des Zentralkomitees (ZK) der PPSh.
Von Dezember 1963 bis zum 11. Juli 1966 war Goga schließlich Präsident der Volksversammlung.
Auf dem 5. Parteitag im November 1966 erfolgte seine Wahl zum Mitglied des ZK der PPSh. Zugleich wurde er Erster Sekretär der PPSh im Kreis Kruja sowie Generalstaatsanwalt und behielt dieses Amt bis November 1970. Dann übergab er diese Funktion an Dhori Panariti, um „andere wichtige Funktionen“ zu übernehmen.
Am 30. Oktober 1974 wurde er zum Finanzminister in die Regierung von Ministerpräsident Mehmet Shehu berufen. Diese Funktion hatte er bis zu seiner Ablösung durch Haki Toska am 13. November 1976 inne. Während dieser Zeit repräsentierte er im August 1975 Albanien bei den Feierlichkeiten zum 30. Gründungstag von Nordvietnam.
In den folgenden Jahren bis 1982 war er Vorsitzender des Exekutivkomitees der Kreise Shkodra und Kukës. Er verstarb 1997 in Tirana.